# Bồi thường
Trong luật hợp đồng, bồi thường là nghĩa vụ hợp đồng của một bên (người bồi thường) để bồi thường thiệt hại cho bên kia (người được bồi thường) do hành vi của người bồi thường hoặc bất kỳ bên nào khác. Nghĩa vụ bồi thường không phải lúc nào cũng song hành với nghĩa vụ theo hợp đồng là "khoản giữ vô hại" hoặc "tiết kiệm vô hại". Ngược lại, "bảo đảm" là ngược lại, "bảo đảm" là nghĩa vụ của một bên đảm bảo với bên kia rằng người bảo đảm sẽ thực hiện lời hứa của bên thứ ba nếu không trả được nợ.
Các khoản bồi thường là cơ sở của nhiều hợp đồng bảo hiểm; ví dụ, chủ sở hữu xe hơi có thể mua các loại bảo hiểm khác nhau như một khoản bồi thường cho các loại tổn thất phát sinh từ việc vận hành xe, chẳng hạn như hư hỏng chính chiếc xe, hoặc chi phí y tế sau một tai nạn. Trong bối cảnh đại lý, người giao đại lý có thể có nghĩa vụ bồi thường cho người đại diện của họ về các nghĩa vụ phát sinh trong khi thực hiện các trách nhiệm theo mối quan hệ. Mặc dù các sự kiện làm phát sinh bồi thường có thể được quy định trong hợp đồng, nhưng các hành động phải thực hiện để bồi thường cho bên bị thiệt hại phần lớn là không thể đoán trước và mức bồi thường tối đa thường bị hạn chế rõ ràng.

## Thông luật ở Anh

### Điều khoản bồi thường
Theo phần 4 của Đạo luật về Gian lận (1677), một "bảo đảm" (cam kết trách nhiệm thứ cấp; để chịu trách nhiệm cho sự vỡ nợ) phải được chứng minh bằng văn bản. Việc tiến hành cam kết bằng miệng hay các hình thức tương tự khác (liên quan đến việc giả định trách nhiệm chính; thanh toán bất kể khoản nợ của người khác) sẽ không nhận được sự bảo đảm từ tổ chức thi hành.
Theo luật hiện hành của Anh, các khoản bồi thường phải được thể hiện rõ ràng và chính xác trong hợp đồng để có hiệu lực thi hành. Đạo luật Điều khoản Hợp đồng Không công bằng năm 1977 quy định rằng người tiêu dùng không thể bồi thường một cách bất hợp lý cho người khác vì hành vi vi phạm hợp đồng hoặc sơ suất của họ, mặc dù phần này đã bị bãi bỏ bởi Đạo luật Quyền lợi Người tiêu dùng 2015 theo biểu 4 đoạn 6.

### Trao hợp đồng
Ở Anh và xứ Wales, sự bồi thường tiền tệ có thể hình thành một phần của sự hủy bỏ trong một hành động thay đổi cơ cấu trong tích phân. Tài sản và tiền được trao đổi, nhưng có thể được bồi thường cho các chi phí nhất thiết phải phát sinh cho bên vô tội theo hợp đồng. Ví dụ minh họa cho vấn đề này là trường hợp Whittington v Seale-Hayne. Chủ trang trại là ông Whittington đã mua một hợp đồng thuê trang trại dài hạn, do Seale-Hayne đại diện khẳng định cơ sở là hợp vệ sinh và đang được sửa chữa tốt. Tuy nhiên, nguồn nước bị nhiễm độc, người quản lý của ông Whittington bị ốm nặng và gia cầm chết. Theo hợp đồng cho thuê, ông Whittington đã giao ước tiến hành sửa chữa theo yêu cầu của hội đồng, việc này là cần thiết sau khi hội đồng tuyên bố cơ sở không phù hợp để ở và hệ thống thoát nước cần được thay mới tuy nhiên Whittington đã tìm cách thoái thác và chỉ bồi thường cho thiệt hại về gia cầm và chi phí y tế.
Cách phân biệt giữa bồi thường và thiệt hại là một "bảo đảm" (cam kết trách nhiệm thứ cấp; để chịu trách nhiệm cho sự vỡ nợ) phải được chứng minh bằng văn bản. làm thế nào có thể trả tiền nếu bị đơn không có lỗi? Hợp đồng trước khi hủy bỏ là hợp đồng vô hiệu hay là hợp đồng hợp pháp. Trong thời gian đó, cả hai bên đều có nghĩa vụ pháp lý. Nếu hợp đồng bị vô hiệu thì các nghĩa vụ đã thực hiện cũng phải được bồi thường. Do đó, chi phí bồi thường phát sinh từ các nghĩa vụ (tạm thời và đã được thực hiện) của nguyên đơn chứ không phải do bị đơn vi phạm nghĩa vụ.

### So sánh hợp đồng bồi thường với các bảo đảm
Bồi thường khác với bảo đảm, là lời hứa của bên thứ ba về việc tôn trọng nghĩa vụ của một bên trong hợp đồng nếu bên đó không thể hoặc không muốn làm như vậy (thông thường, bảo đảm chỉ giới hạn ở nghĩa vụ trả nợ). Sự phân biệt giữa bồi thường và bảo đảm này đã được thảo luận ngay từ thế kỷ thứ mười tám trong Birkmya v Darnell. Trong trường hợp đó, trước sự lo ngại về việc đảm bảo thanh toán tiền hàng thay vì trả mỗi tiền thuê, thẩm phán giải thích rằng một bảo đảm có hiệu lực là "Để anh ta nhận được hàng; nếu anh ta không trả tiền cho bạn, tôi sẽ làm."

## Hợp đồng Hoa Kỳ
Nhiều hợp đồng tư nhân và điều khoản dịch vụ ở Hoa Kỳ yêu cầu một bên (người bồi thường, thường là khách hàng) thanh toán (bồi thường) chi phí cho bên kia đối với các khiếu nại pháp lý phát sinh từ mối quan hệ. Chúng đặc biệt phổ biến trong các dịch vụ trực tuyến.
Chính phủ Hoa Kỳ công bố Điều khoản Dịch vụ đặc biệt, họ đã thương lượng với nhiều công ty loại trừ việc bồi thường cho công việc chính thức của chính phủ Hoa Kỳ. Luật pháp Hoa Kỳ "bị vi phạm bởi bất kỳ thỏa thuận bồi thường nào mà không có sự cho phép theo luật định, áp đặt cho Hoa Kỳ một trách nhiệm pháp lý mở, có khả năng không hạn chế." Bộ trưởng Tư pháp nói rằng các cơ quan liên bang "nên thương lượng lại các điều khoản dịch vụ để sửa đổi hoặc loại bỏ điều khoản bồi thường hoặc hủy bỏ đăng ký của [chính phủ] trong các ứng dụng truyền thông xã hội khi nhà điều hành của họ nhấn mạnh vào điều khoản như vậy."

### Các biến thể trạng thái
Theo luật pháp Hoa Kỳ, việc giải thích các điều khoản bồi thường khác nhau tùy theo tiểu bang. Ví dụ: ở California, điều khoản bồi thường không bao gồm một số rủi ro nhất định trừ khi rủi ro được liệt kê trong hợp đồng, nhưng ở New York, điều khoản ngắn gọn, "X sẽ bảo vệ và bồi thường cho Y đối với tất cả các khiếu nại phát sinh từ Sản phẩm" khiến X chịu trách nhiệm về tất cả tuyên bố chống lại Y.  Việc bồi thường có thể cực kỳ tốn kém vì bảo hiểm trách nhiệm của X thường không bao gồm các yêu cầu chống lại Y, nhưng X vẫn phải chi trả cho chúng.
Vào năm 2017, Tòa án Tối cao Utah tuyên bố, "Theo luật, điều khoản hợp đồng yêu cầu người mua sản phẩm phải bồi thường cho nhà sản xuất là 'vô hiệu và không thể thi hành' trong một số trường hợp nhất định. UTAH CODE § 78B-6-707."
Vào năm 2012–2014, một phụ nữ ở New Jersey đã phải trả tiền cho luật sư để nhận được khoản tiền bồi thường cho thương tích tại một đơn vị lưu trữ. Khi ai đó trượt chân trên băng vào năm 2012 trong khi đi đến một đơn vị, Public Storage đã kiện ra tòa yêu cầu người phụ nữ thuê đơn vị đó phải trả tiền cho vết thương. Cô ấy đã cố gắng bỏ qua vụ kiện và vì vậy tòa án tiểu bang đã phán quyết rằng cô ấy phải trả tiền. Sau đó cô đã giữ lại một luật sư và ra tòa. Vào năm 2014, Tòa án Quận Hoa Kỳ đã quyết định rằng điều khoản bồi thường cụ thể là không thể thi hành ở New Jersey vì nó che đậy sự sơ suất của chính Public Storage mà không nói rõ ràng như vậy, trái với luật New Jersey (các tiểu bang khác có sự khác biệt). Một quyết định năm 2013 ở New Jersey đã duy trì một điều khoản bồi thường rộng rãi vì nó được theo sau bởi một câu khác: "thỏa thuận bồi thường được dự định là rộng rãi và bao trùm như được pháp luật của Bang New Jersey cho phép." Thẩm phán nói, "Đúng là một người tiêu dùng, không quen với luật pháp của New Jersey, sẽ không thể nói chắc chắn rằng sự miễn trừ kéo dài bao xa."
Vào năm 2010, Tòa án tối cao Colorado yêu cầu một cửa hàng hoa phải bồi thường cho trung tâm mua sắm của mình vì một khách hàng trượt ngã trên bãi đậu xe băng giá, mặc dù không phải lỗi của cửa hàng hoa, bởi vì người thuê đã ở đó để ghé thăm cửa hàng đó và việc thuê cửa hàng. có một điều khoản bồi thường rộng rãi.
Năm 1999, Tòa án Quận Wyoming của Hoa Kỳ không yêu cầu khách hàng bồi thường cho một công ty đi bè nước trắng vì thương tích cho vợ của anh ta vì từ ngữ có thể chỉ áp dụng cho anh ta và các con của anh ta, và các điều khoản không thể được thi hành ở Wyoming đối với bồi thường cho một công ty vì sự sơ suất của chính họ.
Năm 1979, Tòa án Tối cao Minnesota đã phán quyết rằng một nhà thầu phụ phải bồi thường cho người xây dựng cho những thiệt hại mà họ đã gây ra, theo một điều khoản bồi thường trong đơn đặt hàng của họ.
Năm 1966, Tòa án Tối cao California ra phán quyết rằng Tập đoàn Hertz không thể thực thi điều khoản yêu cầu những người thuê nhà phải bồi thường cho công ty bảo hiểm của Hertz.

### Có đàm phán
Các khoản bồi thường có thể đủ đắt để phá sản một công ty trả tiền cho họ: "Nếu các nhà sản xuất ... muốn tồn tại, họ sẽ cần bảo hiểm trách nhiệm, cũng như các hợp đồng có lợi với các nhà bán lẻ. Nếu bạn nhìn vào các nhà bán lẻ lớn, chẳng hạn như Trader Joe's hoặc Costco hoặc Walmart hoặc Randalls, rất thường xuyên sẽ có điều khoản bồi thường quy định rằng, nếu bạn muốn bán một sản phẩm trong các cửa hàng của chúng tôi và nếu sản phẩm đó bị ốm hoặc nếu nó phải được thu hồi, và đó là lỗi của bạn, bạn phải trả tiền chúng tôi trở lại vì điều đó."
Khi hợp đồng là "có thể thương lượng", người bồi thường thương lượng để kiểm soát các chi phí pháp lý đó. Nó sẽ không để cho bên được bồi thường (người được bồi thường) chi tiêu quá mức: "Một thỏa thuận trong đó người được bồi thường đưa ra quyết định về cách bảo vệ và giải quyết yêu cầu bồi thường trong khi người bồi thường viết séc có rủi ro đạo đức. Biết rằng chi phí bào chữa và giải quyết của họ đang phải chịu bởi người bồi thường, người được bồi thường có thể được khuyến khích tham gia vào một nhóm pháp lý đắt tiền hơn hoặc theo đuổi chiến lược bảo vệ rủi ro hơn so với cách khác. Vì lý do này, hầu hết người bồi thường không sẵn sàng bồi thường cho các khiếu nại khi họ không kiểm soát việc bảo vệ khiếu nại."
Hiệp hội Luật sư Hoa Kỳ đã công bố lời khuyên về đàm phán hợp đồng xây dựng: rằng (1) chủ sở hữu cố gắng yêu cầu nhà thầu bồi thường càng nhiều càng tốt và cho (2) nhà thầu (a) chỉ bồi thường cho sự sơ suất của họ và (b) "thiết lập một quyền nhưng không phải là nghĩa vụ đối với nhà thầu phải bảo vệ theo yêu cầu bồi thường."
Một ví dụ về việc để chi phí bồi thường kiểm soát là trong trường hợp của một nhà thầu cho hiệp hội chủ nhà (HOA), trong đó "Nhà thầu phải bồi thường, bảo vệ (theo luật sư được Hiệp hội chấp nhận một cách hợp lý) và giữ Hiệp hội vô hại."
Các công ty và HOA cũng sử dụng tiền bồi thường để bảo vệ giám đốc vì rất ít người sẽ làm giám đốc nếu rủi ro của họ không được bồi thường. Đàm phán là quan trọng cho cả hai bên. "Chỉ về tất cả các hợp đồng quản lý hiệp hội chủ sở hữu nhà đều có một điều khoản quy định rằng HOA sẽ bồi thường cho người quản lý trong một số trường hợp nhất định ... Có một số cách để điều khoản bồi thường có thể được soạn thảo và cả ban quản lý và HOA phải tính đến những gì bảo vệ tốt nhất cho mỗi người."
Nếu người bồi thường có thể thương lượng giới hạn trách nhiệm pháp lý trong hợp đồng của họ, điều đó sẽ giới hạn chi phí bồi thường nếu họ "nêu rõ trong thỏa thuận rằng bất kỳ giới hạn trách nhiệm nào (cho dù dưới hình thức giới hạn hoặc loại trừ một số loại thiệt hại).

### Không có đàm phán
Khi hợp đồng không thể thương lượng (hợp đồng kết dính), từ ngữ thường cho phép người được bồi thường quyết định khoản chi cho các chi phí pháp lý và lập hóa đơn cho người bồi thường. Hầu hết các mệnh đề đều khá rộng. Sau đây là các ví dụ về yêu cầu bồi thường từ một loạt các doanh nghiệp. Cái cuối cùng, Angie's List, giới hạn các vấn đề do lỗi của người dùng, nhưng các quyết định và chi phí vẫn do người được bồi thường kiểm soát (Angie's List).
- "Chủ sở hữu du thuyền sẽ bồi thường, bảo vệ và giữ bến du thuyền vô hại khỏi mọi chi phí, phí tổn, thiệt hại và chống lại mọi khiếu nại, đòi hỏi, tổn thất, kiện tụng, bao gồm cả phán quyết và phí luật sư đối với những thiệt hại về tài sản, thương tật hoặc tính mạng cho bên thứ ba hoặc phát sinh từ việc chủ sở hữu du thuyền sử dụng du thuyền. " Luật sư của một nhóm chủ thuyền giải thích điều đó có nghĩa là: "Bằng cách ký hợp đồng bến du thuyền với những điều khoản như vậy, bạn có thể thấy mình phải chịu trách nhiệm cho những chi phí không được bảo hiểm trong hợp đồng bảo hiểm của bạn ... Điều đó có nghĩa là nếu khách của bạn bị thương tại bến du thuyền, ngay cả khi đó là lỗi của bến du thuyền, bạn đồng ý rằng bạn sẽ bảo vệ bến du thuyền trước yêu cầu bồi thường và bồi thường bất kỳ thiệt hại nào mà bến du thuyền phải chịu trách nhiệm."[13]
- "Bạn đồng ý bồi thường và vô hại trước bất kỳ và tất cả các khiếu nại ... liên quan đến: (i) việc bạn sử dụng Dịch vụ ..."[31]
- "Chủ sở hữu sẽ bồi thường và giữ cho Chủ sở hữu và Đại lý của chủ sở hữu vô hại từ bất kỳ tổn thất nào mà Chủ sở hữu và Đại lý của chủ sở hữu phải chịu theo bất kỳ cách nào phát sinh từ việc sử dụng Mặt bằng hoặc Tài sản bao gồm, nhưng không giới hạn, khiếu nại về thương tích hoặc mất mát bởi khách truy cập hoặc những người được mời của Occupant. "
- "Bạn đồng ý bảo vệ, giữ vô hại và bồi thường cho edX [do Harvard và MIT thành lập] ... chống lại bất kỳ khiếu nại nào của bên thứ ba ... theo bất kỳ cách nào liên quan đến việc bạn sử dụng Trang web ..."[32]
- "Bạn đồng ý rằng bạn sẽ bồi thường và giữ NPR vô hại ... từ bất kỳ và tất cả các khiếu nại ... phát sinh từ ... (2) việc bạn sử dụng Dịch vụ NPR, (3) Tài liệu Người dùng mà bạn đã Gửi trên hoặc thông qua Dịch vụ NPR, hoặc (4) việc xuất bản, phân phối hoặc sử dụng Tài liệu Người dùng đó của NPR ..."[33]
- "Nếu bạn đang sử dụng Dịch vụ của chúng tôi thay mặt cho một doanh nghiệp, thì doanh nghiệp đó chấp nhận các điều khoản này. Nó sẽ vô hại và bồi thường cho Google ... khỏi bất kỳ khiếu nại, hành động hoặc tố tụng nào phát sinh từ hoặc liên quan đến việc sử dụng Dịch vụ ..."[34]
- "Theo yêu cầu của Bank of America hoặc các Chi nhánh của nó, bạn đồng ý bảo vệ, bồi thường và giữ cho Bank of America ... vô hại khỏi tất cả các trách nhiệm pháp lý, khiếu nại và chi phí, bao gồm cả phí luật sư, phát sinh từ ... khiếu nại của bên thứ ba phát sinh từ sử dụng các Trang web. Bank of America và các Chi nhánh của nó có quyền đảm nhận sự bảo vệ và kiểm soát độc quyền đối với bất kỳ vấn đề nào mà bạn phải bồi thường. Bất kể những điều trên, bạn không bắt buộc phải bồi thường cho Bank of America hoặc Chi nhánh của nó vi phạm luật hiện hành."[35]
- "Bạn đồng ý bồi thường, bảo vệ và giữ các Bên Verizon vô hại khỏi và chống lại mọi tổn thất ... liên quan đến các khiếu nại của bất kỳ bên thứ ba nào do hoặc phát sinh từ (a) Tài liệu đã Gửi ... (b) việc bạn sử dụng Trang web hoặc Tài nguyên ... Verizon có quyền đảm nhận việc bảo vệ và kiểm soát bất kỳ vấn đề nào mà bạn phải bồi thường, trong trường hợp đó, bạn sẽ hợp tác với Verizon để khẳng định bất kỳ biện pháp phòng thủ nào có sẵn."[36]
- "Bạn đồng ý bồi thường, bảo vệ và giữ Danh sách của Angie vô hại ... chống lại mọi tổn thất ... phát sinh từ: (a) bất kỳ hành vi vi phạm nào đối với Thỏa thuận này của Bạn; (b) Nội dung không chính xác hoặc không trung thực hoặc thông tin khác do Bạn cung cấp cho Danh sách của Angie hoặc mà Bạn gửi, truyền hoặc cung cấp theo cách khác thông qua Dịch vụ; hoặc (c) bất kỳ vi phạm cố ý hoặc cố ý nào đối với bất kỳ quyền nào của người khác hoặc gây tổn hại cho Bạn có thể đã gây ra cho người khác. Danh sách của Angie sẽ có toàn quyền kiểm soát việc bảo vệ bất kỳ thiệt hại hoặc yêu cầu bồi thường."[37]

## Bảo hiểm bồi thường
Bảo hiểm bồi thường bồi thường cho người thụ hưởng hợp đồng những thiệt hại kinh tế thực tế của họ, lên đến số tiền giới hạn của hợp đồng bảo hiểm. Thông thường, nó yêu cầu người được bảo hiểm chứng minh số tiền tổn thất trước khi có thể phục hồi. Việc thu hồi được giới hạn ở số tiền tổn thất có thể dự phòng ngay cả khi số tiền mặt của hợp đồng bảo hiểm cao hơn. Điều này trái ngược với, ví dụ, bảo hiểm nhân thọ, trong đó số tiền tổn thất kinh tế của người thụ hưởng là không liên quan. Cái chết của người được bảo hiểm tính mạng vì những lý do không thuộc hợp đồng bảo hiểm buộc công ty bảo hiểm phải trả toàn bộ số tiền hợp đồng cho người thụ hưởng.
Hầu hết các hợp đồng bảo hiểm gián đoạn kinh doanh đều chứa Thời hạn bồi thường kéo dài, mở rộng phạm vi bảo hiểm vượt quá thời gian cần thiết để khôi phục tài sản. Điều khoản này bao gồm các chi phí bổ sung cho phép doanh nghiệp trở lại thịnh vượng và giúp doanh nghiệp khôi phục doanh thu về mức trước khi thua lỗ.

## Thỏa thuận bồi thường cho các thành viên hội đồng quản trị
Là một phần của việc bổ nhiệm các viên chức, hội đồng quản trị thường sẽ phê duyệt các thỏa thuận bồi thường với viên chức đó. Những thỏa thuận như vậy quy định việc bồi thường trách nhiệm cá nhân cho các nhân viên đối với các hành động được thực hiện thay mặt cho công ty. Hội đồng quản trị cũng sẽ thông qua các nghị quyết riêng biệt thông qua việc bồi thường cho các quyết định của các giám đốc. Các thỏa thuận bồi thường được bao gồm trong quá trình sau khi thành lập của các công ty.

## Ví dụ lịch sử

### Giải phóng nô lệ và những người hầu cận
Những người chủ nô lệ được coi là đã phải chịu tổn thất bất cứ khi nào nô lệ của họ được trao quyền tự do.
Khi các nô lệ của Zanzibar được trả tự do vào năm 1897, đó là bồi thường vì quan điểm phổ biến cho rằng các chủ nô phải chịu thiệt hại về tài sản bất cứ khi nào một nô lệ được trả tự do.
Vào những năm 1860 tại Hoa Kỳ, Tổng thống Hoa Kỳ Abraham Lincoln đã yêu cầu Quốc hội viện trợ nhiều triệu đô la để bồi thường cho các chủ sở hữu nô lệ vì mất mát nô lệ của họ. Vào ngày 9 tháng 7 năm 1868, Mục IV của Tu chính án thứ mười bốn đã bác bỏ tất cả các tuyên bố rằng chủ nô đã bị thương do việc giải phóng nô lệ.
Vào năm 1807–1808, tại Phổ, chính khách Baron Heinrich vom Stein đã đưa ra một loạt cải cách, chủ yếu của cải cách là bãi bỏ chế độ nông nô với việc bồi thường cho các lãnh chúa.
Haiti được yêu cầu bồi thường 150.000.000 franc cho Pháp để chuộc lại tổn thất mà các chủ nô người Pháp phải gánh chịu.
Tại Peru, Antonio Salinas y Castañeda (1810–1874), một chủ đất Peru giàu có và chính trị gia bảo thủ, đã dẫn đầu cuộc họp của các chủ đất chính của đất nước để đòi bồi thường sau khi bãi bỏ chế độ nô lệ và điều hành ủy ban thúc đẩy việc nhập cư của người châu Á để thay thế nô lệ như một lực lượng lao động trong chính phủ Ramón Castilla.

### Chi phí chiến tranh
Quốc gia chiến thắng trong một cuộc chiến có thể đòi được bồi thường cho những chi phí của cuộc chiến, ngay cả khi đã là kẻ chủ mưu của cuộc chiến.
- Sau Chiến tranh Trung-Nhật 1894–1895, Hiệp ước Shimonoseki yêu cầu Trung Quốc phải trả cho Nhật số tiền 200.000.000 lạng.[44]
- Sau những vụ thảm sát người nước ngoài trong Cuộc nổi dậy của Võ sĩ, Đế chế nhà Thanh bại trận phải trả 450 triệu lạng bạc ròng như một khoản tiền bồi thường trong suốt 39 năm cho tám quốc gia có liên quan.[45] Theo tỷ giá hối đoái tại thời gian, con số này tương đương với 335 triệu đô la Mỹ vàng hoặc 67 triệu bảng Anh.[45]